# 讀谷村
讀谷村（日语：／ Yomitan son */?，琉球語：／ ）位於琉球列島沖繩群島沖繩島中部地區西側，為日本人口最多的村級行政區。境內45%的土地為駐日美軍基地，包括美國海軍楚邊通信所、美國陸軍鳥居通訊站、美國海軍陸戰隊讀谷輔助飛行場、美國空軍瀨名波通信設施、和嘉手納彈藥庫。 
北方為恩納村，東方為沖繩市，南方為嘉手納町，西側靠海。村內31.5%的區域為農業用地，種植菊花、甘蔗和馬鈴薯；35.7%為森林，12.3%為住宅。村里6%的人口從事農業和漁業，25%為製造業，69%為服務業和貿易。

## 地理

### 轄區
| - 伊良皆 - 上地 - 宇座 - 大木 - 大灣 - 喜名 - 儀間 | - 座喜味 - 瀨名波 - 楚邊 - 高志保 - 渡具知 - 渡慶次 - 都屋 | - 長濱 - 波平 - 比謝 - 比謝矼 - 古堅 - 牧原 |

## 歷史
- 在西海岸的沙丘上發現大量貝塚時代的遺跡，渡具知木棉原遺跡的箱式石棺墳被認為是受到了九州的影響。比謝川的出海口附近有的渡具知東原遺跡中亦有發現爪形文土器，可追溯到約7000年前的沖繩史前時代文化。
- 1896年4月1日：實施郡區制，為中頭郡轄下讀谷山間切。
- 1908年4月1日：實施島嶼町村制，讀谷間切改設為讀谷山村。
- 1946年12月16日：讀谷山村改名為讀谷村。

## 交通

### 道路
| 國道 - 國道58號 | 一般縣道 - 沖繩縣道6號線 - 沖繩縣道12號線 - 沖繩縣道16號線 |

## 觀光景點

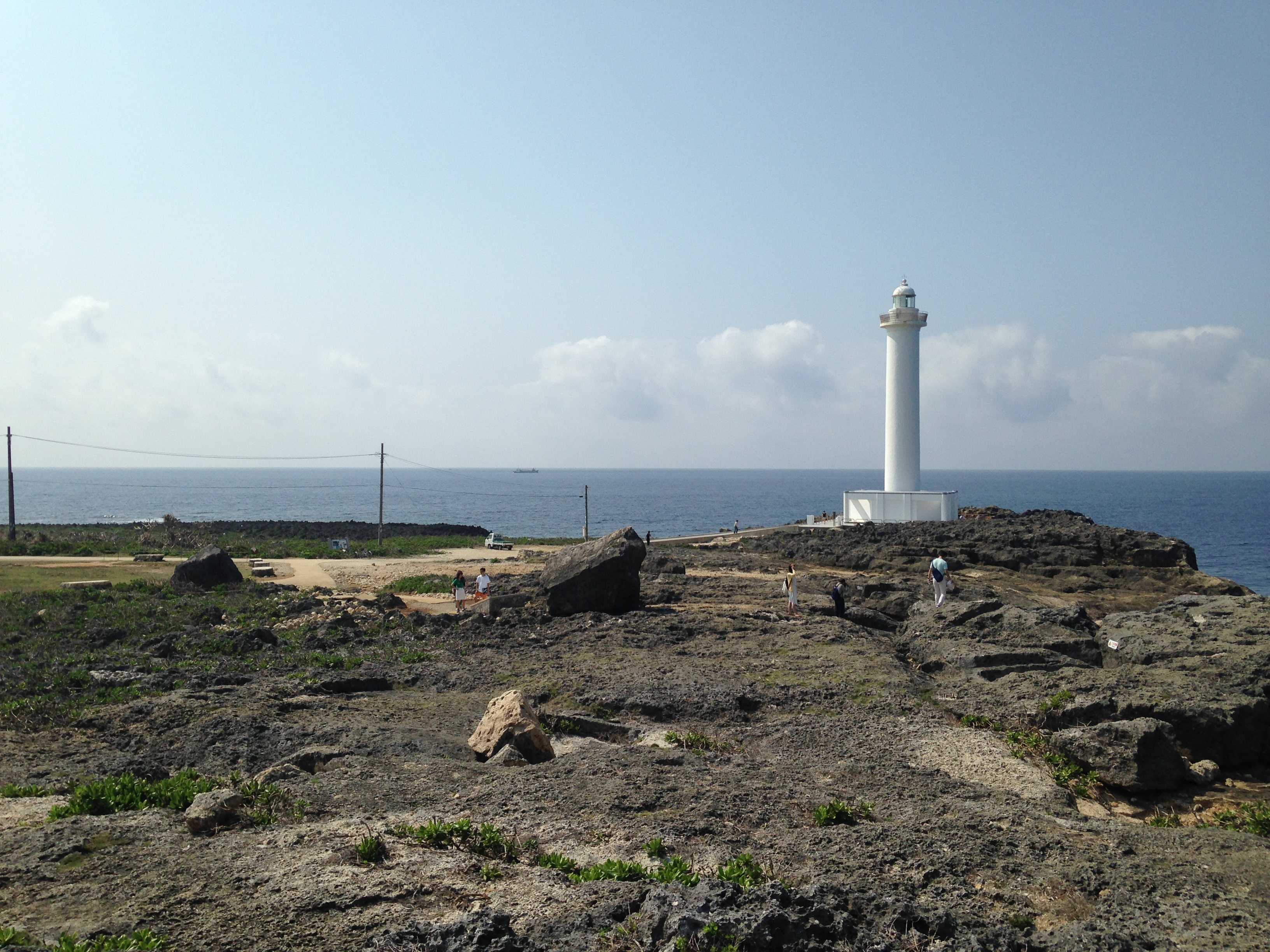
殘波岬燈塔

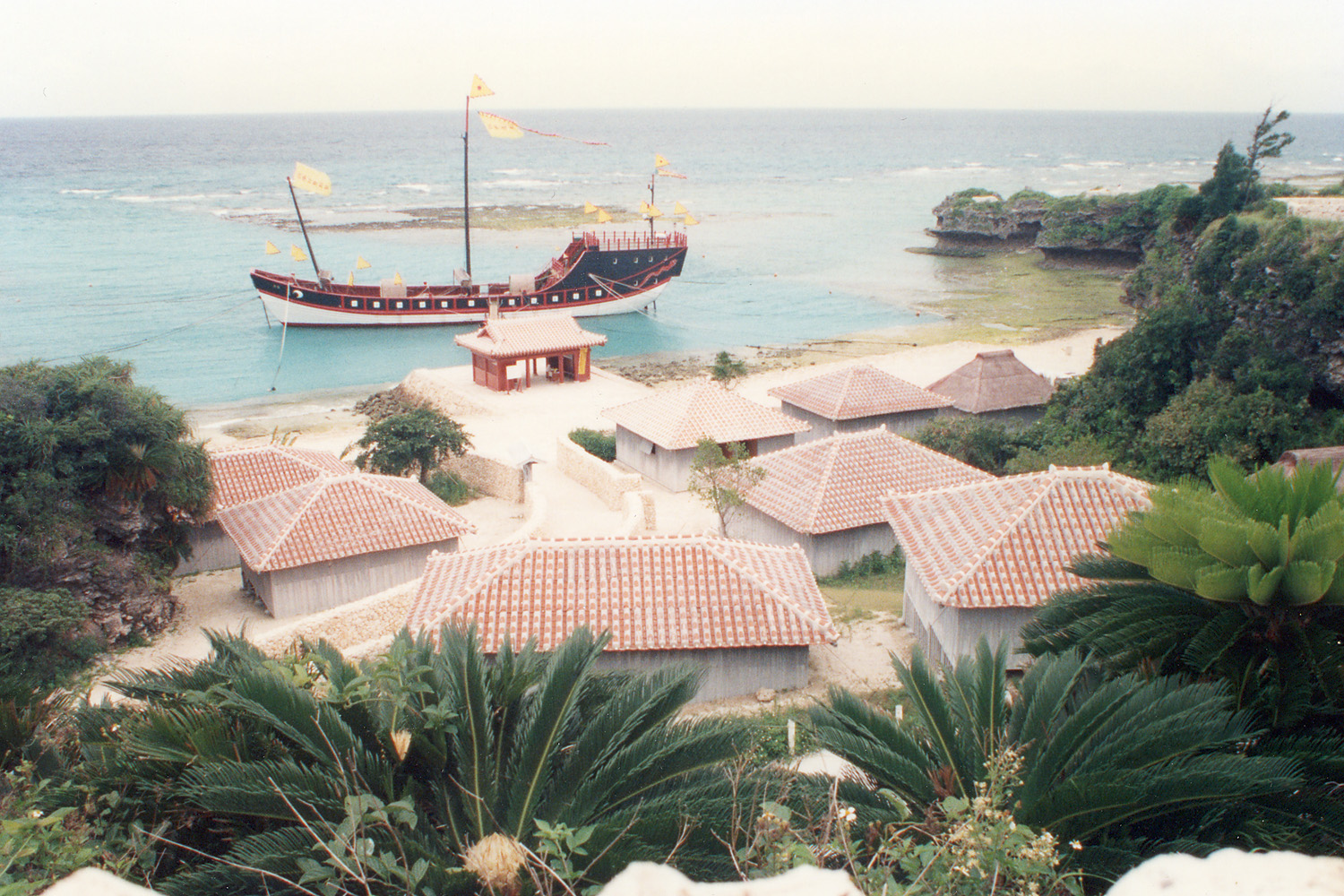
大河劇「琉球之風」的拍攝場景

- 座喜味城遺跡（琉球王國遺產群）

## 教育

### 高等學校
- 沖繩縣立讀谷高等學校

### 中學校
| - 讀谷村立讀谷中學校 - 讀谷村立古堅中學校 |

### 小學校
| - 讀谷村立渡慶次小學校 - 讀谷村立喜名小學校 - 讀谷村立讀谷小學校 | *讀谷村立古堅小學校 - 讀谷村立古堅南小學校 |

## 本地出身之名人
- Kiroro（女子歌唱團體）
- 糸數慶子 （參議院議員）
- 知花昌一 （讀谷村議會議員、和平運動家）
- 佐久本昌廣（日本職棒球員）
- 屋良朝苗（第一任沖繩縣知事）

## 外部連結
- OpenStreetMap上有關讀谷村的地理